# カルロス・アレシャンドレ・デ・ソウザ・シウヴァ
カルロンことカルロス・アレシャンドレ・デ・ソウザ・シウヴァ（Carlos Alexandre de Souza Silva、1986年8月1日 - ）は、ブラジル出身のサッカー選手。ポジションはフォワード。
愛称の「カルロン」は「大きなカルロス」の意味。

## 経歴
地元リオデジャネイロ州のクラブを幾つか渡り歩いた後、2009年2月にポルトガル2部のUDレイリアと契約を結んだ。カルロンは途中加入ながらシーズン12ゴールを挙げ、クラブの1部復帰に貢献した。2010-11シーズンは冬の中断期間までにリーグ2位となる9ゴールを挙げている。
2010-11シーズン中断期間にJリーグの鹿島アントラーズが獲得オファーを出す。400万ユーロを要求したレイリアとの交渉は難航したが、最終的に移籍金は半額ほどに下落して決着。カルロンの鹿島入団が決定した。
鹿島では目立った活躍を見せることが出来ず、2011年7月にスイス1部リーグのヌーシャテル・ザマックスへ期限付き移籍するが、開幕から2試合、僅か145分間の出場のみで契約を解除された。
ザマックス退団後にはポルトガルのヴィトーリアSC、SCブラガ等からの興味が報道されるが、前所属のUDレイリアはポルトガル復帰に際し、契約事項としてカルロンへ200万ユーロの支払いを要求。カルロン側はこれを拒否し、逆に鹿島が支払った移籍金からその30パーセントを受け取る権利を主張し始め、双方が裁判所へ提訴する事態となった。この報道の同日8月19日には、SCブラガが期限付き移籍でのカルロン獲得を発表。契約期間はシーズン終了までで、期間満了後の買取オプションが付く。
2013-14シーズンは、FCパソス・デ・フェレイラへ移籍、2014年2月に中国の石家荘永昌へ移籍した。
2018年にタイ王国のパタヤ・ユナイテッドFCに加入。同クラブは翌2019年に本拠地を移転してサムットプラーカーン・シティFCとなったが、ここでもプレー。その後、キプロスのドクサ・カトコピアスFCでもプレーしたが、2020年以降は無所属となっている。

## 個人成績
| クラブ成績 | クラブ成績    | クラブ成績     | リーグ | リーグ | カップ       | カップ       | リーグ杯 | リーグ杯 | 国際大会   | 国際大会   | 通算 | 通算 |
| シーズン   | クラブ        | リーグ         | 出場   | 得点   | 出場         | 得点         | 出場     | 得点     | 出場       | 得点       | 出場 | 得点 |
| ポルトガル | ポルトガル    | ポルトガル     | リーグ | リーグ | ポルトガル杯 | ポルトガル杯 | リーグ杯 | リーグ杯 | ヨーロッパ | ヨーロッパ | 通算 | 通算 |
| ---------- | ------------- | -------------- | ------ | ------ | ------------ | ------------ | -------- | -------- | ---------- | ---------- | ---- | ---- |
| 2008-09    | U・レイリア   | 2部            | 12     | 12     | -            | -            | -        | -        | -          | -          | 12   | 12   |
| 2009-10    | U・レイリア   | 1部            | 29     | 6      | -            | -            | 4        | 3        | -          | -          | 33   | 9    |
| 2010-11    | U・レイリア   | 1部            | 14     | 9      | -            | -            | 1        | 1        | -          | -          | 15   | 10   |
| 日本       | 日本          | 日本           | リーグ | リーグ | 天皇杯       | 天皇杯       | リーグ杯 | リーグ杯 | アジア     | アジア     | 通算 | 通算 |
| 2011       | 鹿島          | J1             | 5      | 1      | -            | -            | 0        | 0        | 4          | 0          | 9    | 1    |
| スイス     | スイス        | スイス         | リーグ | リーグ | スイス杯     | スイス杯     | リーグ杯 | リーグ杯 | ヨーロッパ | ヨーロッパ | 通算 | 通算 |
| 2011       | ザマックス    | スーパーリーグ | 2      | 0      | -            | -            | -        | -        | -          | -          | 2    | 0    |
| ポルトガル | ポルトガル    | ポルトガル     | リーグ | リーグ | ポルトガル杯 | ポルトガル杯 | リーグ杯 | リーグ杯 | ヨーロッパ | ヨーロッパ | 通算 | 通算 |
| 2011-12    | ブラガ        | 1部            | 11     | 1      | -            | -            |          |          | -          | -          |      |      |
| 2012-13    | ブラガ        | 1部            | 15     | 3      | -            | -            |          |          | -          | -          |      |      |
| 2013-14    | P・フェレイラ | 1部            | 8      | 0      | -            | -            |          |          | 1          | 0          | 9    | 0    |
| 通算       | ポルトガル    | ポルトガル     | 63     | 27     | -            | -            | 5        | 4        | 1          | 0          | 69   | 31   |
| 通算       | 日本          | 日本           | 5      | 1      | -            | -            | 0        | 0        | 4          | 0          | 9    | 1    |
| 通算       | スイス        | スイス         | 2      | 0      | -            | -            | -        | -        | -          | -          | 2    | 0    |
| 総通算     | 総通算        | 総通算         | 70     | 28     |              |              | 5        | 4        | 5          | 0          | 80   | 32   |

その他の国内公式戦
- 2011年
  - FUJI XEROX SUPER CUP 1試合0得点

その他の国際大会
- 2013年 - 2014年
  - UEFAチャンピオンズリーグプレーオフ 2試合1得点

## タイトル
SCブラガ
- タッサ・ダ・リーガ 2012-13